# Tapa Sardār

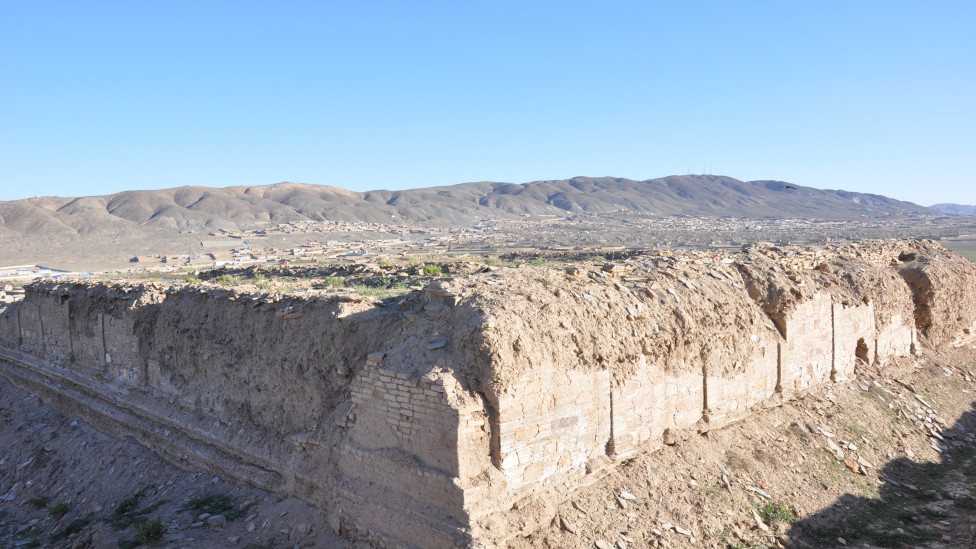
Tapa Sardār

Tapa Sardār (persisch تپه سردار, DMG Tappe-ye Sar-dār, ‚Feldherrenhügel‘), auch Tepe Sardar, ist die Ruine eines großen buddhistischen Stupa-Kloster-Komplexes mit einem hinduistischen Schrein, die sich vier Kilometer südöstlich der Stadt Ghazni befindet. Von 1959 bis 1977 wurde der Komplex von Archäologen des IsMEO erforscht.